# Harry Hampton
Joseph Harry Hampton (né le 21 avril 1885 à Wellington (Shropshire) en Angleterre – et mort le 15 mars 1963 à Rhyl au Pays de Galles) est un footballeur anglais. Il est le meilleur buteur de l'histoire du club d'Aston Villa.

## Carrière

### Aston Villa
Mieux connu sous le nom de « Happy » Harry Hampton ou encore « The Wellington Whirlwind », il évolue en tant qu'avant centre pour Aston Villa entre 1904 et 1920. Il inscrit les deux buts de son équipe contre Newcastle United en finale de la FA Cup 1905. 

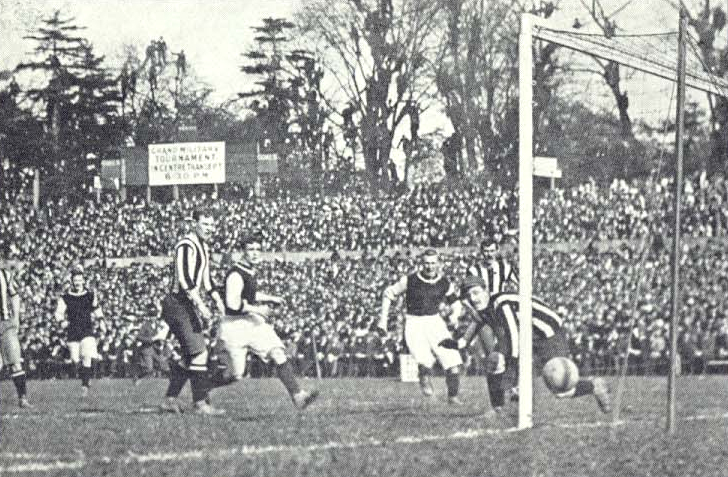
Harry Hampton inscrit les deux buts d'Aston Villa en finale de la FA Cup 1905

Hampton est l'un des plus prolifiques buteurs du club et inscrit un jour cinq buts pour Aston Villa lors d'un match contre Sheffield Wednesday (victoire 10–0 en First Division en 1912). Il finit meilleur buteur de la First Division en 1911–12.
Entre 1913 et 1914, Hampton joue quatre fois avec l'équipe d'Angleterre, et inscrit deux buts contre le Pays de Galles et l'Écosse.

### Première Guerre mondiale
Hampton sert dans la Somme durant la Première Guerre mondiale et souffre des effets du poison du gaz moutarde. Hampton ne retrouvera ensuite jamais ses capacités d'antan après la guerre. Il a en tout inscrit 242 buts en 376 matchs pour Aston Villa, et part pour Birmingham.

### Birmingham
À Birmingham, Hampton devient le joueur clé de l'équipe de Second Division, et ses 16 buts font de lui leur meilleur buteur en 1920–21 et aide le club à remporter le titre de Second Division.
Après sa retraite, Hampton est l'entraîneur de Preston North End et de Birmingham. Il part ensuite vivre à Rhyl au pays de Galles, où il meurt en 1963 à l'âge de 77 ans.

## Palmarès
Aston Villa FC
- Champion du Championnat d'Angleterre de football (1) : 
  - 1910.
- Vice-champion du Championnat d'Angleterre de football (4) : 
  - 1908, 1911, 1913 & 1914.
- Meilleur buteur du Championnat d'Angleterre de football (1) :
  - 1912: 25 buts.
- Vainqueur de la FA Cup (3) : 
  - 1905, 1913 & 1920.

Birmingham FC
- Champion du Championnat d'Angleterre de football D2 (1) :
  - 1921.